# Giftinjektion

Giftinjektion som avrättningsmetod i USA:s delstater.
Giftinjektion enda tillåtna metod.
Giftinjektion förstahandsval men alternativ finns.
Har tidigare använt denna metod men ej längre.
Har aldrig använt giftinjektion.

Giftinjektion är en avrättningsmetod som går ut på att injicera den dödsdömde med en dödlig giftdos. Begreppet kan även appliceras på metoder för dödshjälp.

## Historisk användning som avrättningsmetod

### Filippinerna
Vid återinförandet av dödsstraff i Filippinerna år 1993 valdes giftinjektion som ny avrättningsmetod. 1999 genomfördes den första avrättningen med giftinjektion men sedan 2006 är dödsstraffet återigen avskaffat för alla brott i landet.

### Nazityskland
Giftinjektion räknades inte som en ordinarie avrättningsmetod i Nazityskland där hängning eller halshuggning med giljotin föreskrevs för grövre civila brott. Däremot förekom metoden i koncentrationslägren, ett vanligt tillvägagångssätt var att exempelvis karbolsyra injicerades direkt i hjärtmuskeln.

## Giftinjektion som avrättningsmetod idag
Giftinjektion är ett tillåtet sätt att verkställa dödsstraff genom i Kina, Taiwan, Thailand, Vietnam, Guatemala och merparten av USA:s delstater. Diskussioner har även förts om att införa metoden i Saudiarabien som ersättning för den traditionella avrättningsmetoden halshuggning.

### USA

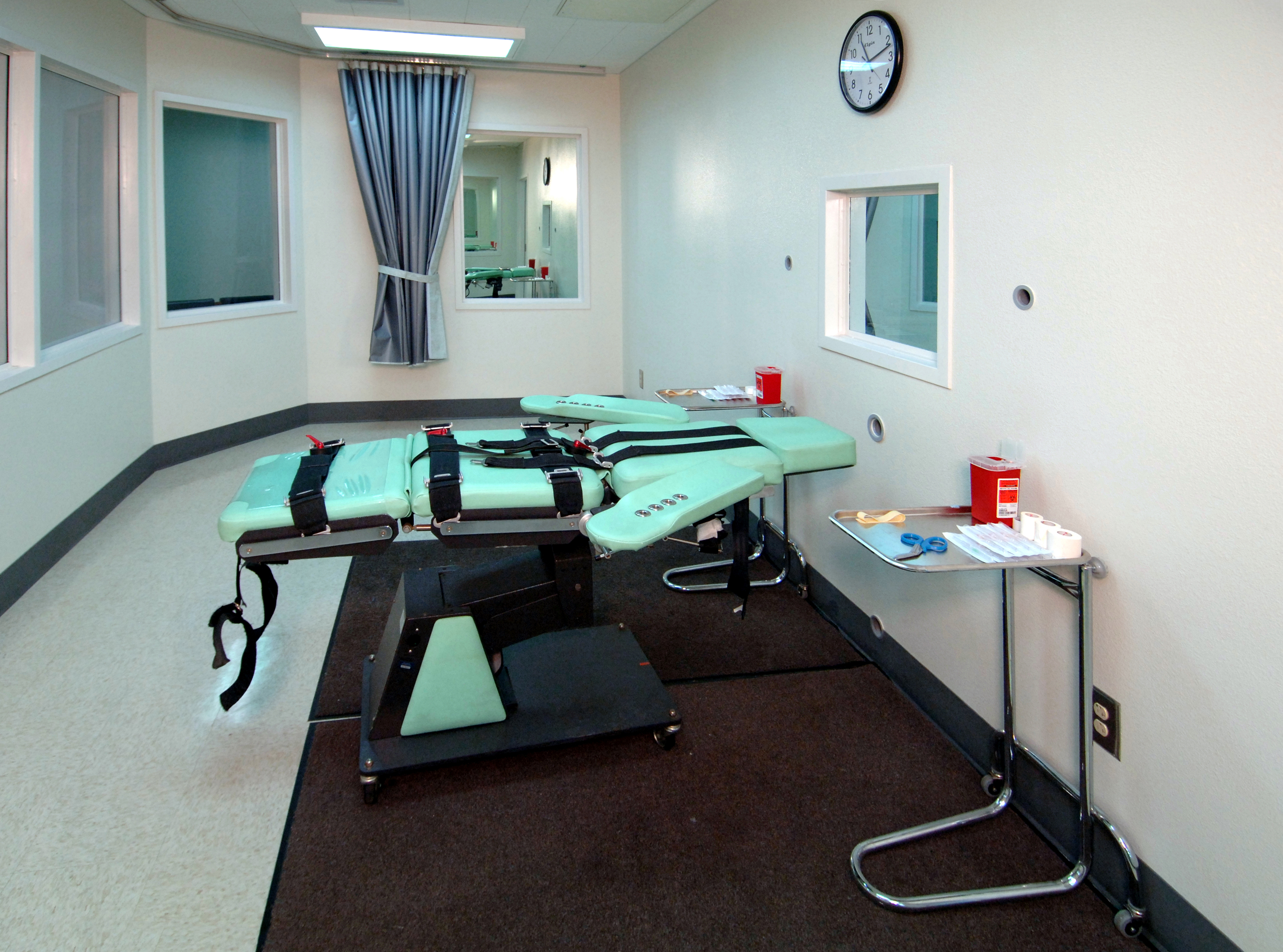
Ett rum för giftinjektion i San Quentin-fängelset i USA

Giftinjektioner började användas som avrättningsmetod i USA 1982, och har i dag i stort sett ersatt elektriska stolen, hängning, arkebusering och avrättning i gaskammare. År 2006 genomfördes 53 avrättningar i landet (varav 24 i Texas), alla utom en med giftinjektion. I USA idag innebär metoden i praktiken att tre olika ämnen i tur och ordning injiceras intravenöst i den dödsdömde. Detta vanligtvis manuellt, men i fyra delstater görs detta av en maskin, vanligtvis från ett intilliggande rum. Det första ämnet är ett sömnmedel som gör den dömde medvetslös, det andra är ett muskelavslappnande medel som stoppar andningen samt gör att den dömde inte drabbas av spasmer när döden inträder, och det tredje medlet stoppar hjärtat. Den vanligaste kombinationen av ämnen är tiopentalnatrium (Pentothal) följt av pankuroniumbromid (Pavulon) och sist kaliumklorid.
Europeisk kemikalieexport till USA förbjuder användning av produkterna i avrättningar. Många delstater som utövar dödsstraff har därför börjat få slut på de vanliga preparaten och istället börjat experimentera med andra, oprövade läkemedelskombinationer vilket har resulterat i utdraget lidande för de som avrättas. Missouri, Ohio och Washington har börjat använda sig av endast en drog, antingen tiopentalnatrium eller propofol, då man anser att en överdos av något av dessa medel leder till döden. Som reservdroger används bland annat Hydromorfon och Midazolam.
Liksom med de nya, obeprövade läkemedlen kan man med tredrogsvarianten inte bestämma graden av medvetslöshet hos den dömde och risk finns att den dömde upplever "drunkningskänslor" när pankuroniumbromid injiceras som stoppar andningen, och sedan smärta av kaliumkloriden. I vissa amerikanska delstater höjs röster för att återinföra arkebusering som primär metod för verkställande av dödsstraff istället för giftinjektion.

### Vietnam
Vietnam har sedan 2011 helt övergått från arkebusering till giftinjektion som enda avrättningsmetod. Precis som USA har landet en brist på läkemedel för avrättningsprocedurer på grund av EU:s kemikalieexportförbud. I augusti 2013 genomfördes den första avrättningen i landet med giftinjektion.